# Mapa mundial de valores culturales de Inglehart–Welzel

Una recreación del mapa, versión de 2008

El conocido como Mapa cultural del mundo de Inglehart–Welzel es un diagrama de dispersión de los politólogos Ronald Inglehart y Christian Welzel a partir de la Encuesta Mundial de Valores. Describe la relación de los valores culturales de distintas sociedades a través de dos ejes principales: valores tradicionales frente a valores seculares-racionales (eje Y vertical) y valores de supervivencia frente a valores de autoexpresión (eje X horizontal). El desplazamiento hacia arriba en el mapa refleja el cambio a partir de valores tradicionales a seculares-racionales y el desplazamiento hacia la derecha refleja el cambio a partir de valores de supervivencia hacia valores de autoexpresión.
Según los autores: «Estas dos dimensiones explican más del 70 por ciento de la variación trans-nacional en el análisis de diez indicadores y cada dimensión tiene una fuerte correlación con otras variables relevantes».
Los autores destacan que el estatus socioeconómico no es el único factor que determina la posición de cada país, siendo su herencia histórica, religiosa y cultural también un factor relevante.

## Valores
El análisis de los datos de la Encuesta Mundial de Valores por parte de Inglehart y Welzel determina dos dimensiones importantes de variación trans-cultural: 
1. Eje X: los valores relacionados con la supervivencia frente a los valores relacionados con la autoexpresión
2. Eje Y: los valores relacionados con las tradiciones frente a los valores seculares y racionales.[1]

El mapa no es un mapa geográfico sino un diagrama en el que los países se posicionan en los ejes cartesianos en función de sus puntuaciones en los dos valores evaluados. El diagrama muestra la posición de cada sociedad con base en esos valores. La agrupación de países muestra sus valores culturales compartidos más allá de su proximidad geográfica.
Los valores tradicionales destacan la importancia de la religión, los vínculos familiares, la deferencia hacia la autoridad, las convenciones sociales y los valores familiares tradicionales. Quienes asumen estos valores expresan rechazo hacia divorcio, aborto, eutanasia y suicidio. Estas sociedades tradicionales tienen altos grados de orgullo nacional y puntos de vista nacionalistas.
Quienes asumen valores seculares-racionales tienen tendencias opuestas a las relacionadas con valores tradicionales. Sociedades con valores seculares-tradicionales no dan tanta importancia a la religión, los valores familiares y la autoridad. Divorcio, aborto, eutanasia y suicidio son relativamente aceptables.
El cambio desde los valores tradicionales a los seculares-racionales ha sido descrito por Engelbrekt y Nygren como «básicamente, el proceso de sustitución de la religión y la superstición por la ciencia y la burocracia».
Los valores de supervivencia se centran en la seguridad física y material. Tienen una relativa conexión con puntos de vista etnocéntricos y bajas puntuaciones en cuanto a tolerancia y confianza.
Los valores de autoexpresión priorizan el bienestar subjetivo, la autoexpresión y la calidad de vida. Son valores frecuentemente asociados a estos los que incluyen la protección del medio-ambiente, una mayor tolerancia con colectivos como migrantes, LGBT y tendencia a la igualdad de géneros, mayor demanda social de participación en decisiones sobre la vida política y económica (con autonomía e independencia de autoridades centralizadas), mayor confianza interpersonal, moderación política y una evolución en los valores asociados a la crianza que ponen el énfasis sobre la imaginación y la tolerancia en lugar del trabajo duro.
El cambio de los valores de supervivencia a los de  autoexpresión reflejan la transición desde una sociedad industrial a una posindustrial, así como la asunción de valores democráticos.

## Grupos
Una versión del mapa de 2017 sitúa los países en nueve grupos: países anglosajones, Latinoamérica, Europa católica, Europa protestante, africano-islámico, países bálticos, sur de Asia, países ortodoxos y países de herencia confuciana. En estudios anteriores, el grupo de países africanos-islámicos estuvo dividido en dos (el grupo africano y el grupo islámico) y la categoría de países bálticos no tenían entidad propia.
Otro propuesta de agrupamiento consiste en clasificar las distintas sociedades con base en su riqueza material, resultando las sociedades más pobres en la parte inferior de ambos ejes, y las más ricas en su parte superior.

## Análisis específicos por país
Entre los países occidentales, los Estados Unidos están entre los más conservadores (siendo uno de los más posicionados hacia la parte inferior del eje), localizándose junto a los países más católicos y conservadores como Irlanda y Polonia. Serena Simoni afirma que «en la dimensión secular/tradicional, la posición de Estados Unidos tiene unos niveles de religiosidad y orgullo nacional comparables a los de las sociedades en vías de desarrollo colocándose muy por debajo de otras sociedades ricas a nivel material» (localizándose más o menos entre Irán e Irak).
Las sociedades asiáticas en la dimensión secular/tradicional están distribuidas en dos grupos, con las sociedades confucianas en la parte superior más secular, y el sur asiático, más tradicional, hacia el centro del mapa.
Rusia está entre los países más orientados hacia la supervivencia, al otro extremo de Suecia con los valores más altos en cuanto a autoexpresión.
También se ha visto que los valores culturales más básicos son claramente apreciables en las fronteras nacionales, con una relativamente rara relación y mezcla trans-fronteriza. Esto es visible incluso entre países con historias culturales compartidas. Incluso se aprecia que los grupos culturales de países no son muy permeables entre sí. Esto indica que las naciones son entidades culturales significativas.